# Alliance Base
Alliance Base is de codenaam van een geheim westers contra-terrorisme-intelligence-centrum dat in 2002 nabij Parijs is opgezet in samenwerking tussen de CIA en de DGSE. Het bestaan werd onthuld in een artikel in de Washington Post van 3 juli 2005.
In het centrum dat gefinancierd zou worden door de CIA en waar het Frans de voertaal zou zijn, werken naast de CIA en de DGSE ook de inlichtingendiensten van Groot-Brittannië, Duitsland, Canada en Australië samen. Het centrum zou in Parijs gevestigd zijn wegens de ervaring van de Fransen met de bestrijding van terrorisme en de samenwerking zou reeds tot de voorkoming van diverse aanslagen hebben geleid.
Volgens een artikel in Der Spiegel zou het centrum sinds februari 2003 (ook) onder de codenaam Camolin bekend zijn.